# Open di Francia 2023 - Doppio femminile in carrozzina
Diede de Groot e Aniek van Koot erano le campionesse in carica ma non hanno preso parte alla competizione insieme. Diede de Groot fa squadra con Maria Florencia Moreno, mentre Aniek van Koot ha deciso di non partecipare.  Yui Kamiji e Kgothatso Montjane sconfiggono in finale Diede de Groot e Maria Florencia Moreno con il punteggio di 6-2, 6-3.

## Teste di serie
1.    Yui Kamiji /  Kgothatso Montjane (campionesse)
  2.    Manami Tanaka /  Zhenzhen Zhu (semifinale)

## Tabellone

### Legenda
| - Q = Qualificato - WC = Wild card - LL = Lucky loser | - ALT = Alternate - SE = Special Exempt - PR = Protected Ranking | - w/o = Walkover - r = Ritirato - d = Squalificato |

|  | Quarti di finale | Quarti di finale                      | Quarti di finale                      | Quarti di finale | Quarti di finale |  |  | Semifinali | Semifinali                            | Semifinali                         | Semifinali                            | Semifinali                            |   |   | Finale | Finale                        | Finale                        | Finale | Finale |  |
|  |                  |                                       |                                       |                  |                  |  |  |            |                                       |                                    |                                       |                                       |   |   |        |                               |                               |        |        |  |
|  | 1                | Yui Kamiji Kgothatso Montjane         | Yui Kamiji Kgothatso Montjane         | 6                | 6                |  |  |            |                                       |                                    |                                       |                                       |   |   |        |                               |                               |        |        |  |
|  |                  | Angélica Bernal Shiori Funamizu       | Angélica Bernal Shiori Funamizu       | 1                | 3                |  |  | 1          | Yui Kamiji Kgothatso Montjane         | Yui Kamiji Kgothatso Montjane      | 6                                     | 6                                     |   |   |        |                               |                               |        |        |  |
|  |                  | Dana Mathewson Lucy Shuker            | 6                                     | 4                | [5]              |  |  |            | Pauline Déroulède Emmanuelle Mörch    | Pauline Déroulède Emmanuelle Mörch | 1                                     | 1                                     |   |   |        |                               |                               |        |        |  |
|  |                  | Pauline Déroulède Emmanuelle Mörch    | 4                                     | 6                | [10]             |  |  |            |                                       |                                    |                                       |                                       |   |   | 1      | Yui Kamiji Kgothatso Montjane | Yui Kamiji Kgothatso Montjane | 6      | 6      |  |
|  |                  | Diede de Groot María Florencia Moreno | Diede de Groot María Florencia Moreno | 7                | 7                |  |  |            |                                       |                                    | Diede de Groot María Florencia Moreno | Diede de Groot María Florencia Moreno | 2 | 3 |        |                               |                               |        |        |  |
|  |                  | Momoko Ohtani Jiske Griffioen         | Momoko Ohtani Jiske Griffioen         | 67               | 5                |  |  |            | Diede de Groot María Florencia Moreno | 6                                  | 3                                     | [10]                                  |   |   |        |                               |                               |        |        |  |
|  |                  | Macarena Cabrillana Katharina Kruger  | Macarena Cabrillana Katharina Kruger  | 4                | 3                |  |  | 2          | Manami Tanaka Zhenzhen Zhu            | 3                                  | 6                                     | [6]                                   |   |   |        |                               |                               |        |        |  |
|  | 2                | Manami Tanaka Zhenzhen Zhu            | Manami Tanaka Zhenzhen Zhu            | 6                | 6                |  |  |            |                                       |                                    |                                       |                                       |   |   |        |                               |                               |        |        |  |